# 외무·영연방부

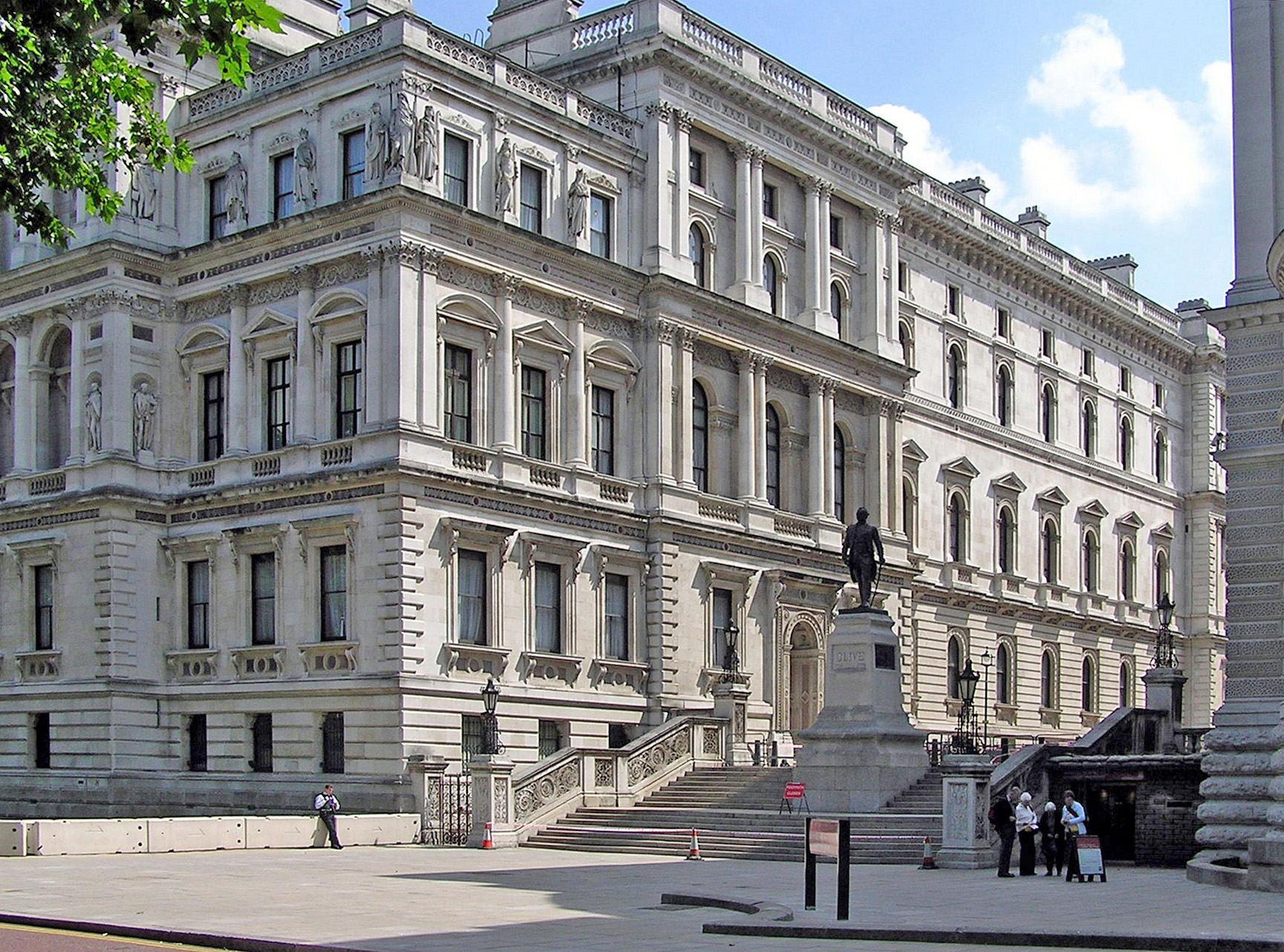
영국 외무·영연방부 청사

외무·영연방부 (Foreign and Commonwealth Office, FCO), 줄여서 외무부 (Foreign Office)는 영국 정부의 행정부처이다. 외교 관계상에서 영국의 이익을 수호하고 도모시키는 역할을 맡고 있다. 1968년 외교부와 영연방부를 통합하면서 신설되었다.
외무영연방부는 외무영연방 장관이 이끌며, 보통은 '외무장관' (Foreign Secretary)이라 줄여 부른다. 또 영국 내각 내에서 총리, 재무장관, 내무장관과 함께 4대 중대국가공직으로 취급된다.
외무영연방부의 운영은 고위공무원인 외무사무차관이 책임진다. 외무사무차관은 영국 외교관원 (Her Majesty's Diplomatic Service)의 원장도 역임한다.

## 정책
- 테러리즘과 무기확산에 대응하고 분쟁을 축소하여 영국의 국가안보를 보호.
- 수출과 투자, 개방시장 확대와 자원권 보장, 지속 가능한 글로벌 성장으로 영국의 이익을 창출.
- 새롭고 효율적인 영사업무로 전세계의 영국 국민을 지원.

## 장관
외무영연방부의 장관 현황은 다음과 같다.
| 이름                 | 직함                             | 소관업무 |
| -------------------- | -------------------------------- | --- |
| 데이비드 래미 의원   | 장관                             | 부처 소관업무 총괄. 정책부서, 수훈, 정보정책, 유럽, 중대한 재무결정 |
| 제임스 클레버리 의원 | 중동 부장관                      | 중동과 북아프리카 분쟁, 인도주의적 문제, 안전, 국방과 국제안보, 대테러 |
| 잭 골드스미스 의원   | 태평양 부장관(명예직)            | 국제 기후변화, 환경보호, 생물 다양성, 해양, 오세아니아, 동물복지와 관련된 코로나19 대응, 농산물 통상협약, 국내/국제 삼림정책, 국제해양, 불법 야생동물 거래, 동물 복지, 귀족원 사무                  |
| 나이젤 애덤스 의원   | 아시아 부장관                    | 동아시아와 동남아시아, 경제외교, 통상, 커뮤니케이션, 영국문화원 등 '소프트 파워', BBC 월드 서비스, 코로나19 송환 정책과 실행                                                                        |
| 타리크 아흐마드 경   | 남아시아, UN 부장관              | 남아시아, 영연방, UN과 국제기구, 민주주의, 열린 사회와 반부패, 인권, 조약 정책, 국제제재, 인적자원과 부동산                                                                                         |
| 제임스 더드릿지 의원 | 아프리카 부장관                  | 사하라 이남 아프리카, 경제개발, 국제금융기관 감시, 연구, 의료품 보급, 공급망 |
| 웬디 모턴 의원       | 유럽 아메리카 부장관             | 동유럽과 남동부 유럽 (지브롤터와 아크로티리 데켈리아 포함), 중앙아시아, 아메리카대륙 (포클랜드 포함), 보건, 국제 보건, 열대 질병, 물과 위생, 영양, 크루즈선                                         |
| 리즈 서그 경         | 해외영토, 지속가능한 개발 부장관 | 해외 영토 (지브롤터와 포클랜드 제외), 캐리비언 지역, 아동 청소년 교육, 성평등과 성보건/인권, 포용적인 사회 (LGBT, 시민사회, 장애, 연령, 고령화, 사회보장 등), 국제적 파트너와 지속 가능한 개발 목표 |